# Paraderris
Paraderris là một chi thực vật có hoa trong họ Đậu.